# Tracy Grijalva
Tracy Grijalva (* 3. Januar 1959 in Whittier, Kalifornien), auch bekannt als Tracy G, ist ein US-amerikanischer Heavy-Metal- bzw. Fusion-Gitarrist. Seine Eltern stammen aus Mexiko.
Tracy Grijalva begann schon in frühem Jugendalter mit dem Gitarrenspiel, obwohl er ursprünglich Schlagzeuger werden wollte. Seine Eltern liehen eine Gitarre für ihn aus, um ihn zum Üben zu bewegen. Sie versprachen, im Falle, dass er drei Monate lang üben sollte, ihm eine eigene Gitarre zu besorgen. Im Alter von acht Jahren besaß er schon sein zweites Instrument, eine eigene Fender 'Blue Flower' Telecaster. Seinen ersten Job als Gitarrist nahm er in der Band seines Vaters wahr.
Tracy ist besonders durch das erste Album der Band World War Three aufgefallen. Er konnte nach der Zusammenarbeit mit dem nach Los Angeles emigrierten, deutschen Sänger Mandy Lion bei World War III für einige Zeit in der Band Dio von Heavy-Metal-Sänger Ronnie James Dio Fuß fassen, mit dem er drei Alben veröffentlichte.
Tracy G ist zurzeit mit seinem Solo-Projekt The Tracy G Group beschäftigt sowie mit seinen Bands Goaded und Epic.
Besonders bezeichnend für die Spielweise von Tracy G sind die zahlreichen, spektakulären Soundeffekte, mit denen er die Gitarrenszene seit den 90er Jahren bereicherte.

## Diskografie
- WWIII – Same (1990)
- Dio – Strange Highways (1994)
- Dio – Angry Machines (1996)
- Dio – Dio's Inferno The Last in Live (1998)
- Driven – Self Inflicted (2001)
- The Tracy G Group – Same (2003)
- The Tracy G Group – Erector Pili (2005)
- Goaded – Same (2005)
- Goaded – To Die Is Gain (2008)